# Karmelkirche (Duisburg)

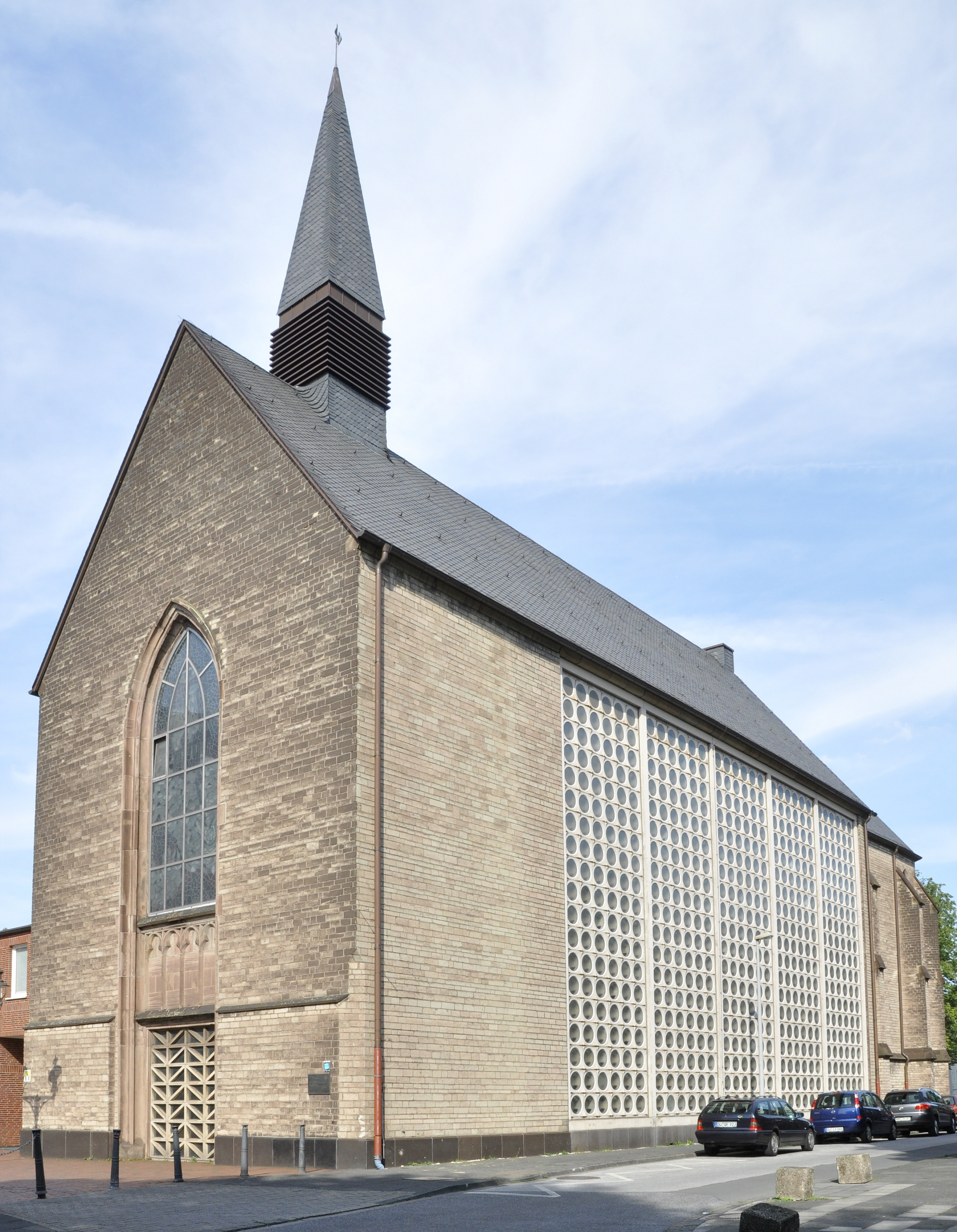
Südwestansicht der Karmelkirche (2015)

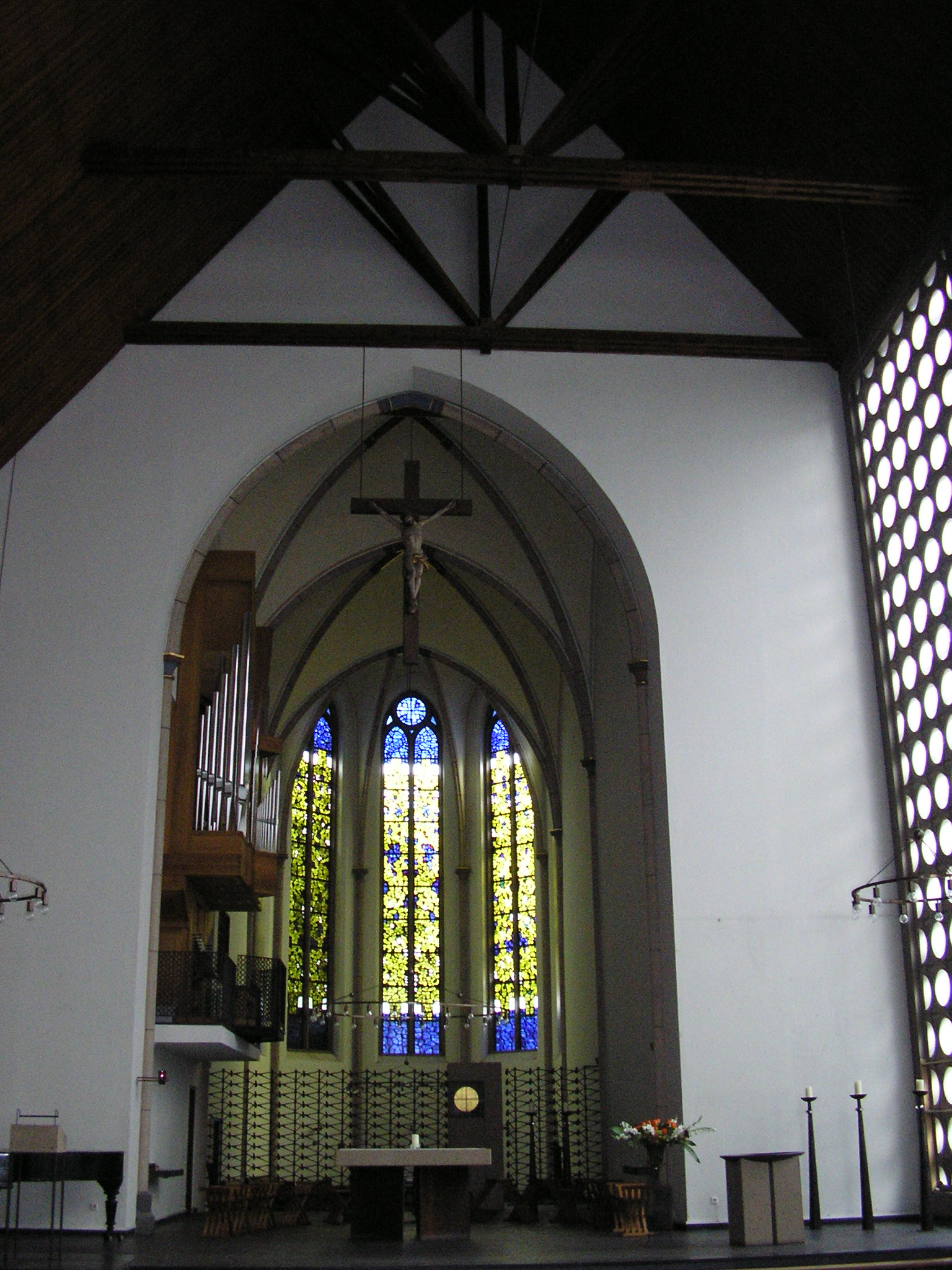
Blick zum Chor der ehemaligen Minoritenkirche

Die römisch-katholische Karmelkirche zu Duisburg (Nordrhein-Westfalen) ist eine frühere Ordenskirche der Karmelitinnen, die nach dem Zweiten Weltkrieg auf den Grundmauern der früheren Minoritenkirche errichtet wurde.

## Geschichte
Ein Grundstück zum Bau eines Klosters und einer Kirche im Norden der Duisburger Salvatorkirche erhielten die Minoriten 1265 von den Grafen von Limburg geschenkt. Die Klosterkirche wurde ca. 1272 bis 1315 als langgestreckter, flachgedeckter Saalbau mit gewölbtem Chor errichtet. 1896 erfolgte die Einbeziehung des ursprünglichen mittelalterlichen Langhauses als südliches Seitenschiff in einen neogotischen Erweiterungsbau, die Liebfrauenkirche, der nach Zerstörungen im Zweiten Weltkrieg niedergelegt wurde. Anstelle der kriegszerstörten ehemaligen Minoritenkirche wurde auf Anregung des Bischofs Franz Hengsbach 1959 bis 1961 für den Karmelitinnenorden die neue einschiffige Karmelkirche unter Leitung des Architekten Heinz Thoma errichtet, in dem unzerstörte Teile der frühgotischen Anlage erhalten blieben.  Hierbei handelte es sich um den gewölbten Chor aus zwei Jochen und 5/8-Schluss und die große Spitzbogenblende der Westwand, in der zuvor ein Doppelportal mit vierteiliger Maßwerkblende und ein dreiteiliges Maßwerkfenster zusammengefasst waren. Die Karmelitinnen gaben das Kloster aus Überalterungsgründen 2002 auf, der Karmel in Duisburg-Ruhrort erlosch am 2. August 2016 mit dem Tod von Schwester Baptista. 2006 wurde die Karmelkirche mit der Liebfrauenkirche am König-Heinrich-Platz zu einer neuen Personalgemeinde zusammengefasst. In den leer gewordenen Räumen des Schwesternklosters entstand 2008 eine neue, anders geartete Kommunität: die „Kommunität am Innenhafen. Eine karmelitanische Initiative.“

### Orgel
Die heutige Orgel wurde 2000 von Johannes Klais Orgelbau aus Bonn gebaut.
Das Instrument ist voll mechanisch und verfügt über zwei Manualwerke. Die Windladen sind auf einer Ebene aufgestellt. Das Hauptwerk befindet sich hinter den Prospektpfeifen.
| I Hauptwerk C–g3 |       |
| Bourdon          | 16′   |
| Principal        | 8′    |
| Viola da Gamba   | 8′    |
| Octave           | 4′    |
| Rohrflöte        | 4′    |
| Doublette        | 2′    |
| Mixtur IV        | 1 ⁄3′ |
| Trompete         | 8′    |

| II Echowerk C–g3 |        |
| Holzflöte        | 8′     |
| Venezianerflöte  | 4′     |
| Nasard           | 2 ⁄3′  |
| Octavin          | 2′     |
| Tierce           | 1 3⁄5′ |
| Basson-Hautbois  | 8′     |
| Tremulant        |        |

| Pedal C–f1        |     |
| Subbass           | 16′ |
| Principal (Tr. I) | 8′  |
| Gamba (Tr. I)     | 8′  |
| Octav (Tr. I)     | 4′  |
| Bombarde          | 16′ |

- Koppeln: II/I, I/P, II/P